# 佛壇

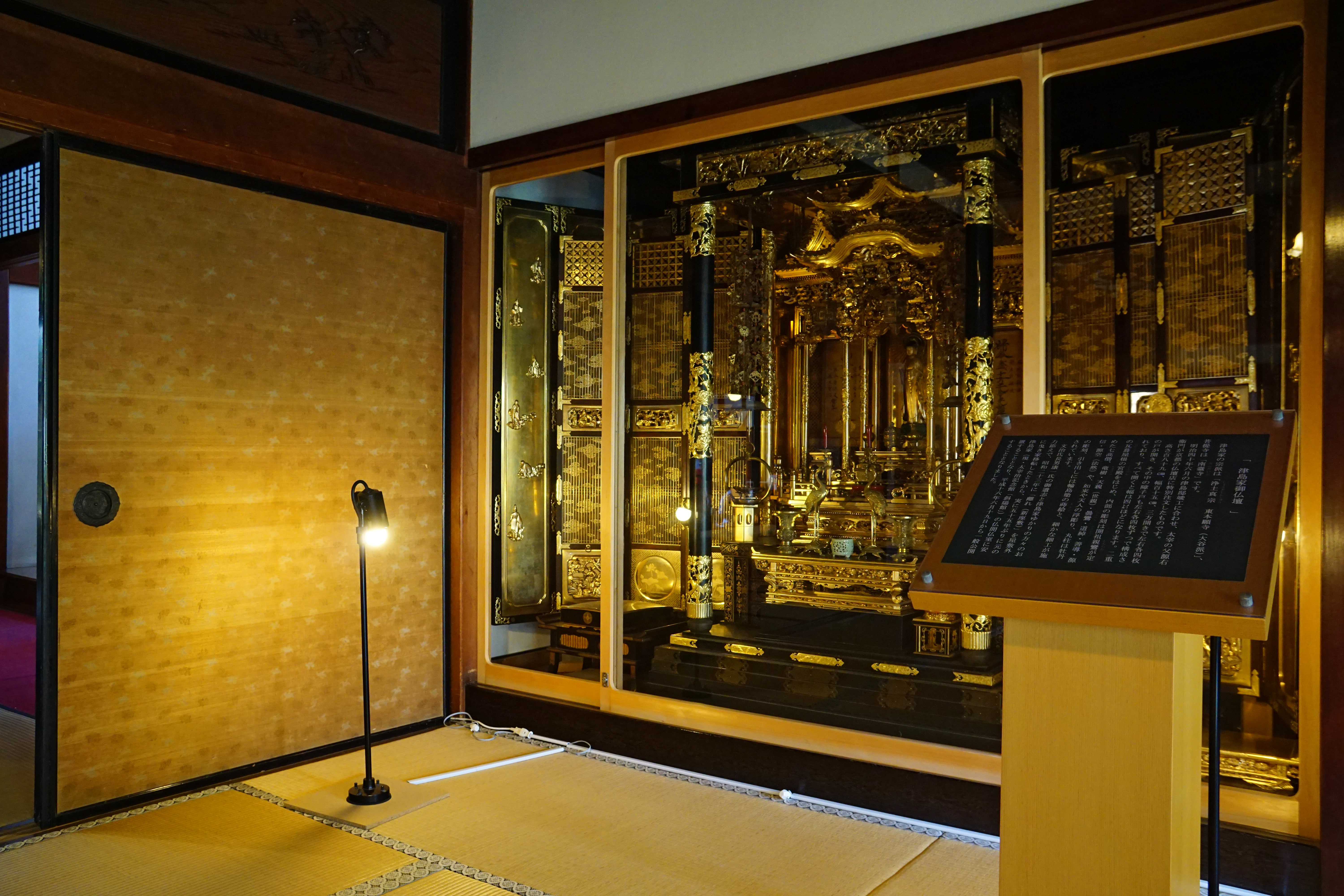
佛壇（真宗大谷派）

佛壇，是安置、供奉佛的設施，上面安放佛像。較小的佛壇只安放佛像和基本的祭祀用品，較大的則可再擺放佛經等。
日式家用佛壇一般是一個櫃，門外有御本尊保護，櫃内供奉佛、菩薩。平常不會打開櫃門，在禮佛時才打開，壇上放米、水果和花、水供佛。佛壇也是日本人供奉祖宗神位的地方。
南傳佛教的佛壇分成多層，最高和中央擺放釋迦牟尼之像，然後是羅漢聖者，再下一層是高僧，再下一層是天龍八部等鬼神。
藏傳佛教的佛壇又稱為「壇城」，這名詞亦在漢傳佛教間使用，和佛龛近似。

## 註释参考
1. ↑  .   [2016-02-15]. （原始内容存档于2020-02-23）.